# Urdari
Urdari is een Roemeense gemeente in het district Gorj.
Urdari telt 3140 inwoners.